# 옷파마역
옷파마역(일본어: 追浜駅、おっぱまえき)
(영어: Oppama Station)은 일본 가나가와현 요코스카시에 있는 게이힌 급행전철 본선의 철도역이다. 역 번호는 KK54이다.

## 역 구조
상대식 승강장 2면 2선의 교상역사를 갖는 지상역. 동서에 출입구가 있고 동쪽은 보행자 데크에 접속하고, 국도 제16호선에 접한다. 서쪽 출입구에는 쇼난 병원으로 통하는 계단이 있다.
역 구내의 궤도는 크게 굽어 있다. 따라서 저녁 러시아워 시간에 내려가는 승강장에서 입초의 역무원이 배치된다.

### 타는 곳
| 1 | 게이큐 본선 | 요코스카추오・게이큐 구리하마・우라가・미사키구치 방면                              |
| 2 | 게이큐 본선 | 요코하마・게이큐 가와사키・시나가와・센가쿠지・신바시・아사쿠사・인바니혼이다이방면 |

## 역세권 정보
시가지가 펼쳐져 있고 각종 상업 시설이 모여있다. 동쪽 도쿄 만의 연안에는 대규모 매립지가 있어 공업 지역이 널리 분포된다.
- 닛산 자동차 옷파마 공장・연구소
- 오카무라 제작소
- 해양 연구 개발기구 요코스카 본부
- 도요타 자동차 동일본 요코스카 영업소
- 스미토모 중기계 공업
- 옷파마 공업
- 옷파마 우체국
- 옷파마 공원
- 간토가쿠인 대학
- 가나가와 현립 옷파마 고등학교
- 쇼난 병원
- 요코하마 창학관 고등학교

## 역사
- 1930년 4월 1일: 영업 개시.
- 1941년 11월 1일: 쇼난 전기 철도의 합병으로, 게이힌 전기 철도의 역이 됨.
- 1942년 5월 1일: 게이힌 전기 철도의 합병으로 도쿄 급행 전철의 역이 됨.
- 1948년 6월 1일: 게이힌 급행 전철 발족, 게이힌 급행 전철의 역이 됨.
- 1973년 2월: 교상역사가 됨.

## 인접역
| 게이힌 급행 전철 본선             | 게이힌 급행 전철 본선                     | 게이힌 급행 전철 본선          |
| --------------------------------- | ----------------------------------------- | ------------------------------ |
| KK50 가나자와핫케이 시나가와 방면 | ■ 특급 (가나자와분코 역 이북 쾌특) ■ 특급 | KK58 시오이리 우라가 방면      |
| KK50 가나자와핫케이 시나가와 방면 | ■ 보통                                    | KK55 게이큐 다우라 우라가 방면 |